# Západní provincie (Rwanda)

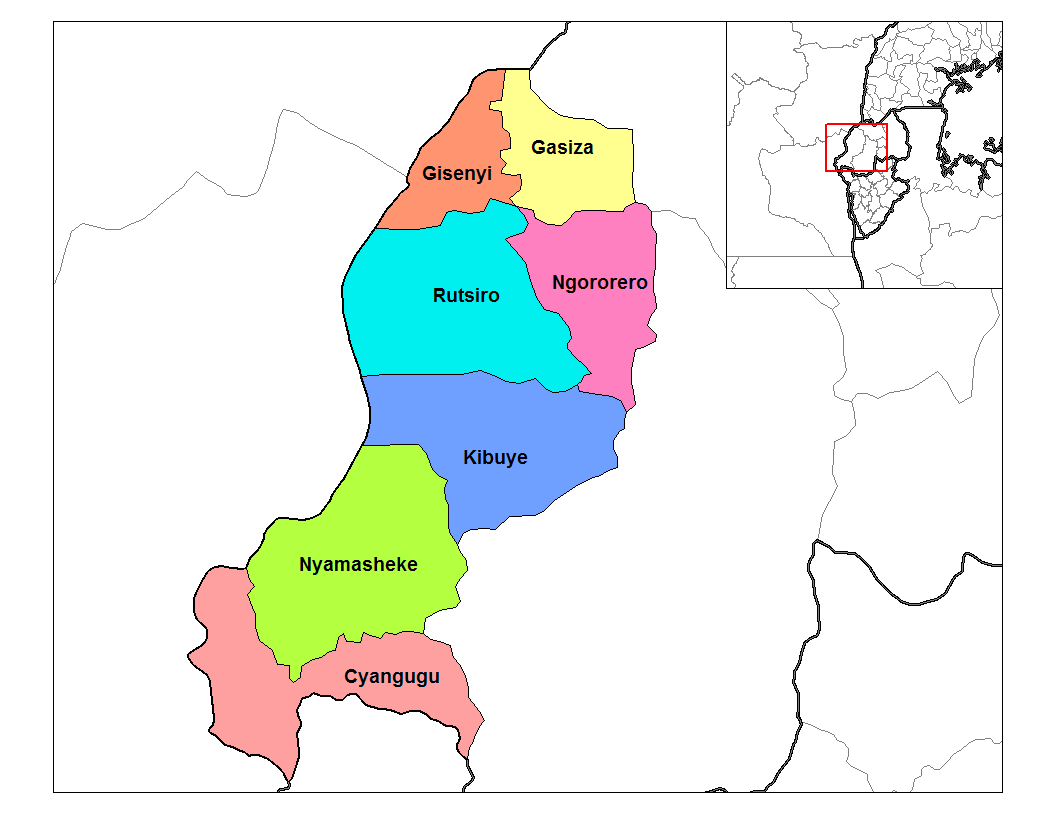
Distrikty v Západní provincii

Západní provincie (v kinyarwandě Intara y'Iburengerazuba, francouzsky Province de l'Ouest, užívaný název je Ouest Province nebo jen zkráceně Ouest) je provincie a vyšší územně-správní jednotka ve Rwandě. Provincie vznikla 1. ledna 2006 jako jedna z nově ustanovených územních jednotek. Do konce roku 2005 byla Rwanda členěna na 12 prefektur, ale kvůli stále přetrvávajícím etnickým problémům bylo vytvořeno nové členění sestávající ze čtyř provincií a jednoho města (hlavní město Kigali). Správním centrem provincie je město Kibuye. Počet obyvatel dosahuje 2 milionů.

## Geografie
Západní provincie sousedí na západě a na severu s Demokratickou republikou Kongo, na východě se Severní a Jižní provincií a na jihu s Burundi. Velkou část západní hranice zaujímá jezero Kivu. Na severu se nachází sopečné pohoří Virunga.
Západní provincie se dále člení na sedm distriktů, které tvoří nižší územně-správní jednotky:
- Karongi
- Ngororero
- Nyabihu
- Nyamasheke
- Rubavu
- Rusizi
- Rutsiro

## Hospodářství
Hlavním zdrojem obživy obyvatel je zemědělství. Pěstuje se především káva a čaj, z živočišné výroby převažuje chov dobytka. U jezera Kivu je také rozšířen rybolov a chov včel. Je zde několik továren na zpracování cementu. Zdrojem elektrické energie jsou především vodní elektrárny. Je zde také rozvinut zahraniční obchod s Demokratickou republikou Kongo. Turisticky atraktivní je národní park Nyungwe.